# Legionärspfad Vindonissa

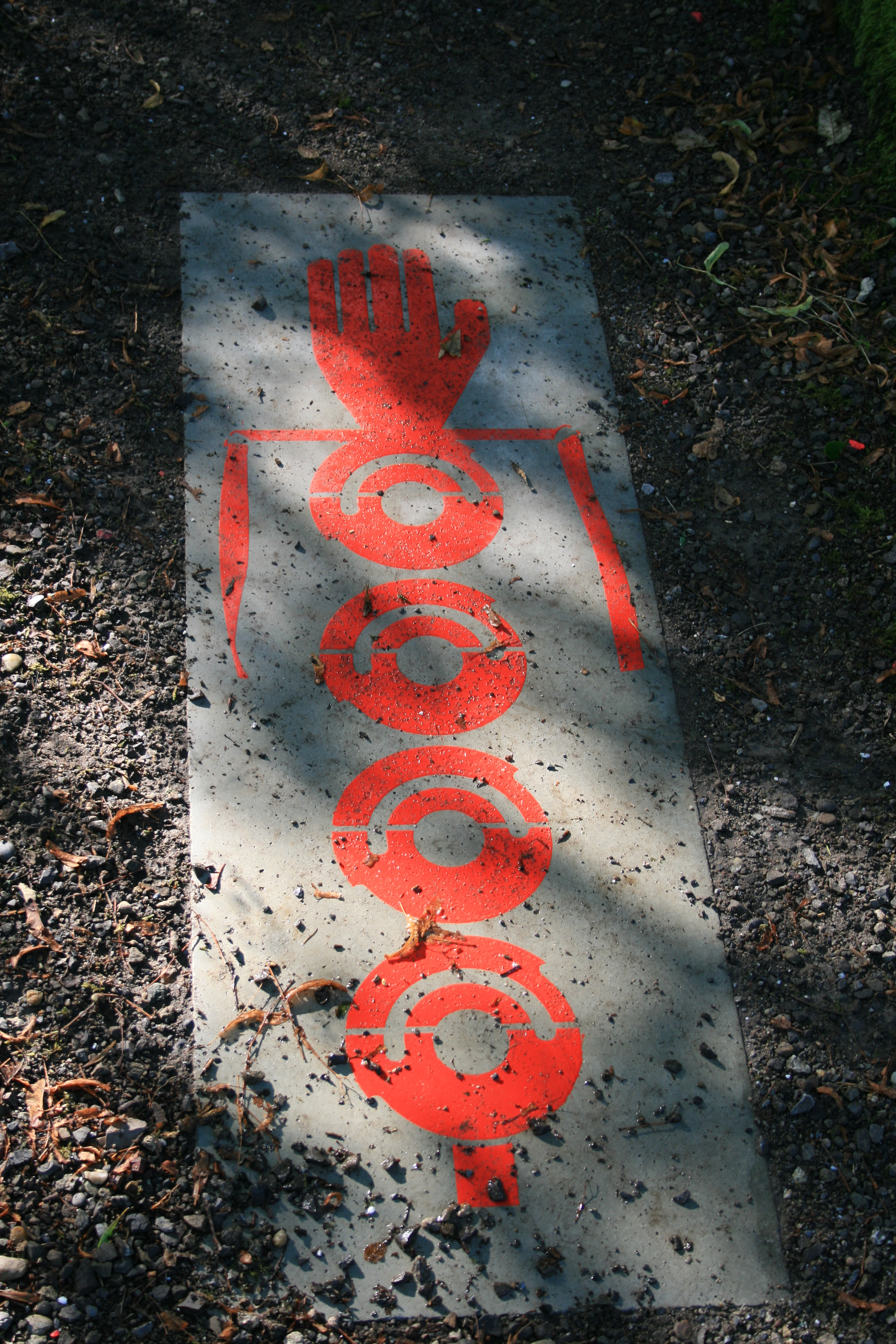
Wegweiser des Legionärspfads

Der Legionärspfad Vindonissa ist ein im Sommer 2009 eröffneter Stationenweg an Ausgrabungsstätten des römischen Legionslagers Vindonissa in der schweizerischen Gemeinde Windisch. Er wurde von einem Projektteam im Auftrag des Kantons Aargau entwickelt und von einem Ausstellungsbüro mit Unterstützung von Sponsoren und dem Förderverein «Freunde Vindonissapark» realisiert. Der Legionärspfad bildet gemäss dem Konzept der Living History einen Erlebnisraum für Gruppen und Einzelbesucher und verbindet experimentelle Archäologie mit lebendiger Geschichtsvermittlung. Bei seiner Eröffnung umfasste er acht, seit 2020 elf Stationen und soll in den nächsten Jahren weiter ausgebaut werden. Mehrere der Stationen sind von aussen verborgen und nur für Besucher des Legionärspfads zugänglich. Der Legionärspfad ist vom 1. April bis 31. Oktober geöffnet (ausser montags). Es werden mehrere Audiorundgänge, Workshops, Führungen und Veranstaltungen mit unterschiedlicher thematischer Ausrichtung angeboten.
Seit Herbst 2010 ist der Legionärspfad organisatorisch dem Museum Aargau angeschlossen. Gleichzeitig gehört er zusammen mit dem Vindonissa-Museum, dem Schloss Habsburg, dem Kloster Königsfelden und den Vindonissa-Winzern zur Dachmarke Vindonissapark.
Die Dachmarke Römerlager Vindonissa bezeichnet den Zusammenschluss des Legionärspfad Vindonissa in Windisch mit dem Vindonissa-Museum in Brugg.

## Stationen
Die Stationen des Legionärspfads ermöglichen den Besuchern, vom Leben der Legionäre in Vindonissa nicht nur in Kurzhörspielen zu hören, sondern es selbst zu erleben. Der Legionärspfad beginnt im Besucherzentrum in Windisch AG, führt je nach Audiotourwahl an verschiedene Stationen im Gelände und endet wieder beim Besucherzentrum in Windisch. Die Stationen sind im Einzelnen:

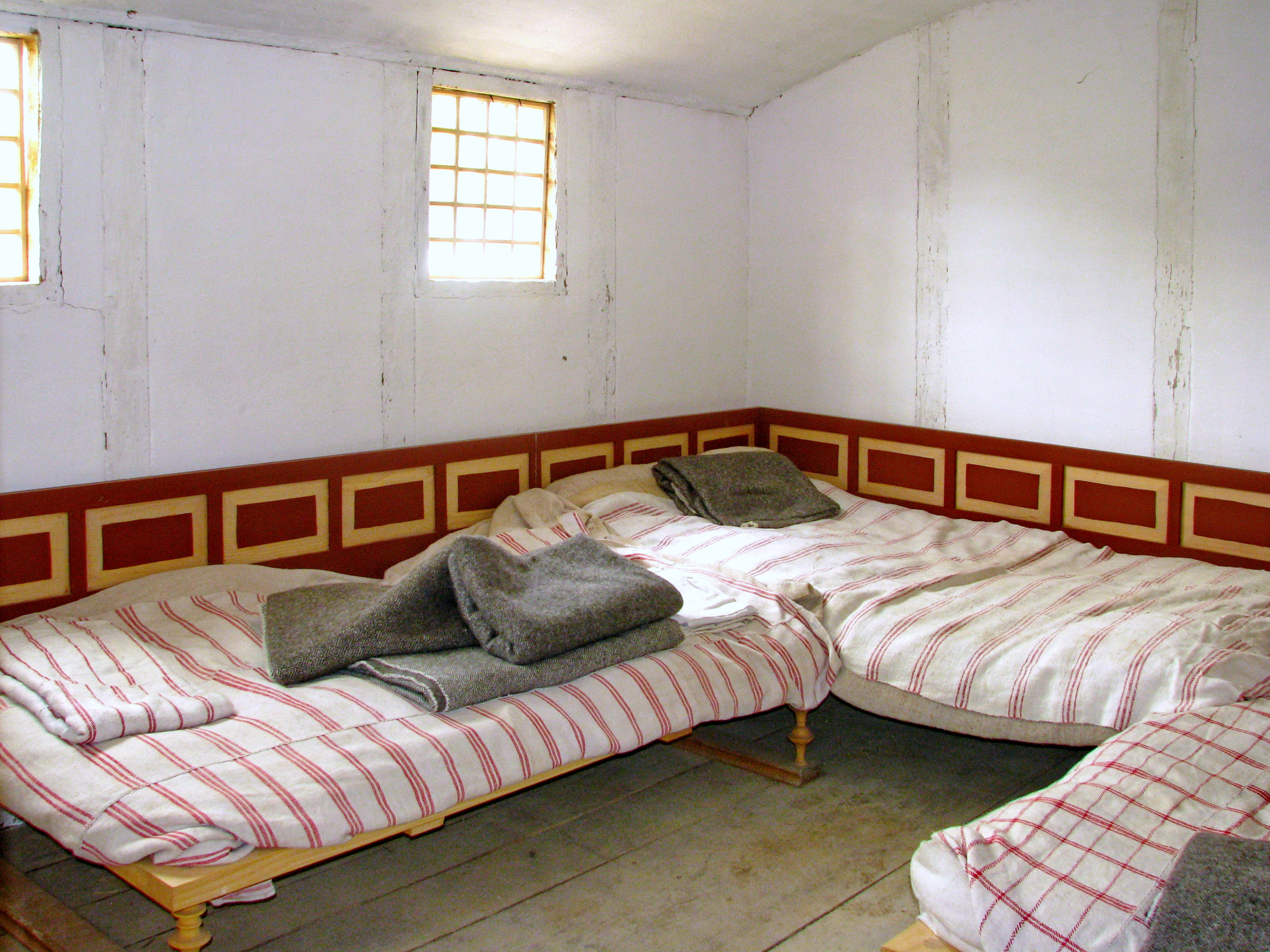
Innenraum eines Triclinium während des Baus

### I. Contubernia Mannschaftsunterkünfte
Die originalgetreu nachgebauten Unterkünfte der Legionäre wurden aus Holz, Lehm und Kalk rekonstruiert und entsprechen der Bauweise zwischen 30 und 45 nach Christus. In dieser Zeit war die 13. Legion mit rund 5000 bis 6000 Legionären in Vindonissa stationiert. Wie damals von den Legionären, wurden auch die nachgebildeten Contubernia im Legionärspfad Vindonissa ganz von Hand gebaut. Die dafür verwendeten Materialien, die Bautechniken und Masse sind bis ins Detail so originalgetreu wie möglich. Die wissenschaftliche Grundlage bildeten archäologische Grabungen in Vindonissa und anderen Römischen Militärlagern.
Ein Contubernium (Stuben- oder Zeltgemeinschaft) bestand aus zwei Räumen. Den vorderen Raum nutzten die Legionäre zum Aufbewahren ihrer Waffen und Ausrüstung, der hintere diente ihnen als Wohn- und Schlafraum. Im Contubernium wurde auch gekocht, wie Feuerstellen belegen. Jeweils acht Legionäre wohnten zusammen in einem Contubernium- die Platzverhältnisse waren sehr eng.
In der Regel fügten sich zehn Contubernia zu einer Mannschaftsbaracke (Centuria) zusammen. Befehligt wurde diese insgesamt 80 Mann starke Einheit vom Centurio, einem Offizier. Seine Unterkunft lag am Kopfende einer Mannschaftsbaracke und war wesentlich grösser und komfortabler als die Unterkunft der Legionäre.

### II. Porta Principalis – Westtor
Das schwer befestigte Westtor war für das Legionslager Vindonissa das wichtigste Tor, da es das Lager mit den grossen Fernstrassen verband. Vor dem Westtor lag die zivile Siedlung, in der sich Handwerker, Kaufleute und Angehörige der Legionäre niedergelassen hatten. Das Westtor ist frei zugänglich.
Das Westtor in Vindonissa war mit seinen beiden achteckigen Türmen aufwändig gestaltet. Dies erklärt sich aus seiner Lage: Hier führten die von Gallien, Italien und Germanien kommenden Fernstrassen ins Lager. Die beiden in ihren Grundmauern erhaltenen Türme waren achteckig und erreichten eine Höhe von vermutlich rund 20 Metern. Neben dem Hauptdurchgang für die Fuhrwerke gab es auf jeder Seite einen Durchlass für Fussgänger.
Innerhalb des Westtors (porta principalis dextra) begann die West–Ost verlaufende Hauptstrasse (Via principalis), eine der beiden Lagerhauptstrassen. Diese verlief bis zum Osttor (porta principalis sinistra) und traf unterwegs auf die Süd–Nord verlaufende Hauptstrasse (Via praetoria).
Die vom Westtor ausgehende Römerstrasse verlief direkt unter dem später durch die Habsburger errichteten Kloster Königsfelden und unter dem Besucherzentrum des Legionärspfads hindurch.
Ausserhalb des Westtors führte die Strasse weiter ins Mittelland nach Aventicum, der Hauptstadt der Helvetier, und über den Bözberg nach Augusta Raurica. Vor dem Tor lag auch die zivile Siedlung, die sich im Lauf der Zeit um das Legionslager entwickelt hatte und nach Abzug der Truppen aus Vindonissa im Jahr 101 nach Christus weiterbestand. In der Siedlung lebten einheimische und römische Kaufleute, Handwerker und wohl auch Angehörige der Soldaten.
Im "Schauraum Töpferöfen" des Parkhauses der Fachhochschule Nordwestschweiz (Campus Brugg-Windisch) können die sehr gut erhaltenen Töpferöfen eines Töpferquartiers frei besichtigt werden.

### III. Cloaca Maxima – Grosser Abwasserkanal
Das Legionslager Vindonissa verfügte damals wie die römischen Städte über modern anmutende Abwassersysteme. Ein Teil dieser antiken Kanalisation ist in Vindonissa heute noch begehbar. Der grosse Abwasserkanal verlief entlang der Westfront des Legionslagers, unmittelbar neben der Lagermauer. Er lag unter der Strasse parallel zur Lagermauer (Via sagularis) und gehörte zu einem langen, unterirdischen Abwassersystem. Dieses war schätzungsweise über fünf Kilometer lang und durchzog das gesamte Legionslager. Die aus Stein gebauten Kanäle entwässerten die Latrine, Thermen und Brunnenüberläufe und sorgten bei Regenfällen für einen schnellen Abfluss des Dach- und Strassenwassers. Der grosse Abwasserkanal sammelte das Schmutzwasser aus den kleineren Seitenkanälen und liess es direkt aus dem Lager gegen Norden zur Aare hinabfliessen.
Ein funktionstüchtiges Kanalisationssystem war nötig, um eine mögliche Ausbreitung von Krankheiten und Seuchen im Legionslager zu verhindern. Zusammen mit den Mannschaftstoiletten, den Lagerthermen und dem Lagerspital gehörte das Abwassersystem zu den wichtigsten hygienischen Einrichtungen, um die rund 6000 Legionäre gesund und somit einsatzbereit zu halten.
Der grosse Abwasserkanal war bereits 1899 entdeckt worden. Im Jahr 1907 wurde der Kanal erneut untersucht, und der damalige Ausgräber nannte ihn – in Anlehnung an die monumentale Abwasserleitung in Rom – die "Cloaca Maxima von Vindonissa".
Um den Abwasserkanal für die Öffentlichkeit zugänglich zu machen, konservierte man damals ein gut 20 Meter langes Teilstück. Danach geriet die "Cloaca Maxima" in Vergessenheit. Erst nach rund 100 Jahren wurde der Kanal für die Besucher des Legionärspfads wieder zugänglich gemacht: Mit zwei Metern Höhe und einem Meter Breite ist er bequem begehbar.

### IV. Porta Decumana – Nordtor
Das Nordtor überwachte im Legionslager Vindonissa den Schiffsverkehr und diente mit seiner steilen Böschung auch als Abfallhalde. Diese ist für heutige Archäologen eine wahre Goldgrube.
Die Entdeckung des Nordtors (Porta decumana) 1905 war bahnbrechend für die frühe Vindonissa-Forschung. Nun konnten die letzten Zweifel aus dem Weg geräumt werden: Vindonissa war tatsächlich ein Legionslager gewesen – und keine zivile Siedlung.
Das Tor liegt an der Nordkante des Windischer Plateaus, direkt über dem Abhang zur Aare. Von hier hat man einen beeindruckenden Ausblick nach Norden, auf den Einschnitt der Aare durch die Jurakette.
Die hervorragende strategische Lage des Plateaus am Zusammenfluss von Aare, Reuss und Limmat sowie nah am wichtigen Aaredurchbruch in Richtung Norden hatten bereits die Römer erkannt. Die ausgezeichnete verkehrsgeographische Lage am Wasserschloss der Schweiz ermöglichte das schnelle und günstige Transportieren von grossen Warenmengen und Menschen zu militärischen Zwecken. Die Wasserwege banden Vindonissa in das grosse römische Fernhandelsnetz ein. Gute Verbindungswege für die Truppenbewegungen und die Versorgung der Soldaten waren im Römischen Imperium römischen Imperium ein zentrales Machtinstrument.
Die zur Aare abfallende Böschung war für Fuhrwerke vermutlich zu steil, weshalb das Nordtor nebst seiner Funktion als Wachposten noch einen anderen Zweck erfüllte: Durch das Tor wurden grosse Mengen an Abfall aus dem Lager gekarrt und am Nordhang abgelagert, bis ein gewaltiger Schutthügel entstand. Für die archäologische Forschung ist dieser Schutthügel von unschätzbarem Wert, da sich darin Tausende von Objekten, insbesondere aus Leder und Holz, erhalten haben – darunter die Fragmente von rund 600 hölzernen Schreibtäfelchen. Diese einmaligen Zeitzeugen des täglichen Lebens der Legionäre in Vindonissa sind heute im Vindonissa-Museum in Brugg zu sehen.

### V. Balneum – Bad
Öffentliche Bäder gehörten zur Grundausstattung einer römischen Siedlung. In Vindonissa gab es früher sogar ein eigenes Legionärsbad innerhalb des Lagers, welches jedoch nicht mehr existiert. Das hier beschriebene Bad (Balneum) gehörte zu einem grösseren Baukomplex ausserhalb des Legionslagers. Es war ein öffentliches Bad, das Quartierbewohner und Reisende gegen Bezahlung benutzen konnten. Das Bad ist unterteilt in Kalt-, Lauwarm- und Heissbaderäume. Um die Böden und Wände zu heizen, nutzten die Römer ein ausgeklügeltes Heizsystem, den Hypokaust. Reste davon sind heute noch gut zu sehen, ebenso die Wasserbecken, die mit temperiertem Wasser gefüllt und durch gemauerte Kanäle entleert wurden. Besonders schön sind die rund 2000-jährigen, gut erhaltenen farbigen Wandmalereien. Heute ist das Bad für die Besucher des Legionärspfads mit Licht, Düften und einer exklusiven "Fingertherme" erlebbar.
Für die Römer gehörte der Besuch im Bad zum normalen Tagesablauf. Man traf sich, unterhielt und erholte sich und pflegte seinen Körper. Dazu gehörten auch sportliche Aktivitäten und Massagen mit wohlriechenden Ölen. Um den Betrieb des Bades und somit die hygienische Grundversorgung zu gewährleisten, benötigte man ein funktionierendes Frisch- und Abwassersystem sowie genügend Brennstoffe für das Beheizen der Räume und Wasserbecken.
Damit sich die Badegäste wohlfühlten, waren römische Bäder oft aufwendig mit Malereien, Skulpturen und monumentalen Waschbecken ausgeschmückt. Viel reicher ausgestattet als das kleine Bad ausserhalb, war das grosse Lagerbad der Legionäre im Innern des Legionslagers.

### VI. Culina Centurionis – Offiziersküche
Hohe Offiziere lebten auch in einem Legionslager ziemlich komfortabel in eigenen Häusern. Ein solches ist in Vindonissa erhalten. Seine Küche und die Speiseabfälle verraten, dass auch in der tiefsten Provinz standesgemäss getafelt wurde. Direkt an der Ost–West verlaufenden Lagerhauptstrasse (Via principalis) lag das rund 1100 Quadratmeter grosse Wohnhaus eines ranghohen Offiziers. In vorrömischer Zeit hatte sich an dieser Stelle der gewaltige Graben einer keltischen Befestigungsanlage befunden. Die Römer beseitigten die Befestigungsmauer und füllten den Graben auf, um darauf ihr Lager errichten zu können. Über die Jahrhunderte senkten sich die aufgefüllten Schichten im Keltengraben und liessen die darüber liegenden römischen Fundschichten ebenfalls absinken. Die Besucher des Legionärspfads steigen in den Untergrund und stossen dort auf die aussergewöhnlich gut erhaltenen Reste des Wohnhauses. Spektakulär ist die „versunkene“ Küche des Hauses, die im mediterranen Stil gehalten und mit einem grossen Kochherd ausgestattet war.
Wie delikat die Speisen waren, die hier die Köche für den Offizier und seine Gäste zubereiteten, zeigen die gut erhaltenen und archäobiologisch untersuchten Koch- und Speiseabfälle: Spanferkel, Singvögel, Wild, Mittelmeermakrelen und Austern waren besonders beliebt und zeugen von einer exquisiten mediterranen Küche mitten in der helvetischen Provinz. Gastmähler und daran anschliessende Trinkgelage waren bei den Römern sehr beliebt. Sie fanden im privaten Rahmen statt und dienten nicht zuletzt dazu, sich mit aufwändig zubereiteten und teuren Speisen gegenseitig zu beeindrucken. Aber nicht nur die hohen Offiziere, sondern auch die einfachen Soldaten wollten bei Laune gehalten werden. Dazu gab es Vergnügungslokale wie die Tavernen. Ein solches Wirtshaus befand sich direkt neben dem Offiziershaus.

### VII. Via et Porta Praetoria – Hauptstrasse und Südtor
Das Südtor oder die Porta praetoria des Legionslagers Vindonissa war wie üblich das repräsentativste Tor. Von ihm aus führte die Hauptstrasse direkt zum Legionskommando. Die beim Tor beginnende Hauptstrasse (Via praetoria) führte geradeaus zum Stabsgebäude der Legion (Principia), dem verwaltungsmässigen und religiösen Zentrum des Lagers. An derselben Strasse lag auch der Palast (Praetorium) des Legionskommandanten. Mussten die Legionäre in den Krieg ziehen, verliessen sie das Lager in geordneter Formation durch die Porta praetoria.
Die Porta praetoria in Vindonissa war rund 13 bis 15 Meter hoch und wurde von der 11. Legion in Stein errichtet. Die beiden seitlichen Tortürme hatten wie das Nordtor einen rechteckigen Grundriss und trugen einen hölzernen Aufbau. Die Tordurchfahrt war in der Höhe des Wehrgangs überbrückt, um dort Wachen aufstellen zu können. Seitlich an das Tor schloss die Lagermauer (Vallum) an, die das gesamte Legionslager umfasste. Die Lagermauer war genau 12 römische Fuss (ca. 3,6 Meter) breit und in regelmässigen Abständen mit Wehrtürmen verstärkt. Vor ihr lag ein V-förmiger Spitzgraben als Annäherungshindernis.
Die Via praetoria führte vom Südtor geradewegs zum Nordtor des Lagers und bestand aus einem dicken, kompakten Kieskoffer, der sich über 2000 Jahre hinweg hervorragend erhalten hat. In den gemauerten Traufwasserkanälen entlang der Strasse wurde das Regenwasser, das von den Dächern der Häuser hinunterfloss, gesammelt und abgeleitet. Noch heute können die Besucher des Legionärspfads die behauenen, steinernen Säulenbasen der Laubengänge entlang der römischen Strasse sehen.

### VIII. Aquaeductus – Wasserleitung
Das älteste funktionierende Bauwerk der Schweiz, der Aquädukt von Vindonissa, versorgte Windisch noch bis 1897 mit Trinkwasser. Die römischen Wasserleitungen zählen bis heute zu den bekanntesten technischen Errungenschaften der Antike. Durch innovative Vermessungstechnik gelang es den Legionären, die Leitung auf einer Länge von 2,4 Kilometern mit einem Gefälle von nur 4 ‰ zu errichten. Die Frischwasserleitung lieferte das Trink-, Koch- und Brauchwasser für rund 6000 Legionäre, Hilfstruppen, Pferde und Maultiere. Ohne die Zufuhr dieses Frischwassers wäre das Leben im Legionslager nicht möglich gewesen.
Die Wasserleitung ist ein technisches Meisterwerk: In einem aufwändig gemauerten, unterirdisch verlaufenden Kanal wurde das in Hausen gefasste Grundwasser bis nach Windisch transportiert. Damit das Wasser unterwegs nicht verloren ging, verwendeten die Legionäre einen speziellen, wasserdichten Mörtel. Einmal im Lager angekommen, wurde das Frischwasser in Tonröhren, Bleileitungen und Holzteucheln weiter verteilt. Nur eine äusserst exakte Vermessung und eine ausgeklügelte Bautechnik erlaubten es den römischen Ingenieuren, solche Bauten zu schaffen. In unserem Gebiet in vorrömischer Zeit unbekannt, gilt die Wasserleitung als wichtigste zivilisatorische Errungenschaft der Römer – zusammen mit den Bädern und den Spitälern.
Im Mittelalter nutzte das Kloster Königsfelden die Wasserleitung. Einem Mönch soll beim Bau des Klosters "von Gott die Statt da man Wasser sollte finden" gezeigt worden sein. Eine Urkunde von 1363 belegt die Schenkung der Wasserleitung durch Herzog Rudolf IV. von Österreich an das Kloster. Bis 1897 war sie die einzige Trinkwasserversorgung der Bewohner von Windisch, und noch heute speist sie den Brunnen vor dem Hauptgebäude der Psychiatrischen Klinik Königsfelden.

### IX. Amphitheatrum - Amphitheater
Das Amphitheatrum von Vindonissa ist das älteste und grösste der Schweiz. Es wurde durch die 13. Legion zuerst in Holz errichtet. Nach einem Brand ersetzte es die 21. Legion durch den heute erhaltenen Steinbau. Der Sitzplatzbereich (cavea) fasste rund 11'000 Zuschauer, und sein ovaler Schauplatz im Zentrum (Arena) war mit 64 × 52 Metern der grösste unter den sieben bekannten Amphitheatern auf Schweizer Boden. Als römische Erfindung ist das Amphitheater auch in den Provinzen weit verbreitet und gilt als Kennzeichen Römischer Kultur schlechthin.
In der Arena wurden dem Publikum Tierhetzen (venationes) und Gladiatorenkämpfe (munera) gezeigt. Besonders die Gladiatoren waren äusserst beliebt, und unter den Zuschauern bildeten sich richtige Fangemeinschaften. Für die Veranstalter waren die Spiele wegen ihrer grossen Beliebtheit im Volk auch von politischem Interesse: Wer sich die Spiele etwas kosten liess und bei den Gladiatorenpaarungen keinen Aufwand scheute, konnte mit dem Wohlwollen der Zuschauer rechnen. Gern wurden dem Publikum auch exotische Tiere vorgeführt: In Vindonissa könnte der Fund eines Kamel-Fussknochens in diese Richtung weisen. Da sich auch die Legionäre in ihrer Freizeit gern unterhalten liessen, gehörte das Amphitheater fast als Standard zu einem Legionslager. Es lag jeweils ausserhalb des Lagers, genauso wie der Exerzierplatz der Truppen. Die ersten Ausgrabungen im Amphitheater fanden bereits 1897 statt. Seit 1898 ist das Bauwerk im Besitz der Schweizerische Eidgenossenschaft.

### X. Valetudinarium - Feldlazarett
Das erste Spital der Schweiz wurde vor 2000 Jahren in Vindonissa gebaut. Auf dem Legionärspfad Vindonissa steht heute ein originalgetreues Feldlazarett. In den 60 Krankenzimmern konnten damals in Vindonissa bis zu 300 Legionären medizinisch versorgt werden. Im Lagerspital (Valetudinarium) behandelten die Militärärzte und Sanitäter Kampfverletzungen, Alltagskrankheiten und Arbeitsunfälle. Nebst dem Spital haben die Römer auch den ersten Sanitätsdienst der Weltgeschichte erfunden. Das rund 4500 m² grosse Lagerspital wurde im Jahr 1936 entdeckt. Zuerst in Holz und dann in Stein errichtet, lag es im Zentrum des Lagers direkt an einer der Lagerhauptstrassen (via decumana). Die Krankenzimmer waren beidseitig entlang eines Korridors um einen grossen Innenhof angeordnet. Das archäologisch untersuchte Areal des Lagerspitals ist heute vollständig überbaut.
In den mobilen Marschlagern und vermutlich auch in der Frühzeit von Vindonissa waren die Soldaten in Zelten versorgt worden. Ein solches Feldlazarett ist aus Ziegenleder authentisch rekonstruiert und komplett ausgestattet worden. Chirurgische Instrumente, wie man sie in Vindonissa in grosser Zahl gefunden hat, sowie Kräuter, Salben oder Schriftrollen mit überlieferten Rezepten vermitteln im Behandlungszelt auf eindrückliche Weise, wie die römischen Ärzte operierten, schröpften und heilten. Im zweiten Zelt stehen drei Liegen. Hier erzählen drei Legionäre den Besuchern ihre ganz persönliche Krankheitsgeschichte.
Das Niveau der Heilkunst war gemessen an heutigen Massstäben hoch. Die Medizin verfolgte einen ganzheitlichen Ansatz und umfasste die Sparten Ernährungslehre, Pharmazie und Chirurgie. In Gesundheitsfragen spielten aber auch die römischen Götter eine wichtige Rolle, so der Heilgott Aesculapius oder seine Tochter Hygieia: Auf beide schworen römische Ärzte den berühmten Eid des Hippokrates.

### XI. Aedes - Fahnenheiligtum
Zu jeder grösseren römischen Siedlung gehörten Tempelanlagen. In Vindonissa ist der Originalstandort des Fahnenheiligtums überbaut, der inszenierte Nachbau zeigt jedoch die Bedeutung der damaligen Kultstätte. Direkt an der Kreuzung der beiden Hauptstrassen (Via principalis und Via praetoria) lag das Stabsgebäude (Principia), der grösste Bau innerhalb des Lagers. Ein zentraler Raum in diesem Gebäude war das Fahnenheiligtum. Vor diesem befand sich eine Säulenhalle, die zu einem grossen Innenhof führte. In diesem Innenhof standen ein Altar und ein Wasserbecken, welches vermutlich zur Waschung bei Opferritualen genutzt wurde.
Im Fahnenheiligtum waren die Feldzeichen untergebracht. Dazu gehörten die Standarten der Einheiten, bestückt mit glänzenden Auszeichnungen, und die Fahnen (Vexilla) für kleinere Abordnungen und die Reiterei. Von besonderer Bedeutung war das Abbild des Kaisers (Imago), dem obersten Heerführer, dessen Präsenz durch seine Standarte symbolisiert wurde. Am wichtigsten war den Legionären aber der Goldene Adler, ein Zeichen des obersten Gottes Jupiter. Der Goldene Adler wurde nur aus dem Fahnenheiligtum entnommen, wenn sich die gesamte Legion in Bewegung setzte und dann dieser vorangetragen. Es sind mindestens zwei Festtage überliefert, bei denen die Standarten im Mittelpunkt standen, verehrt und geschmückt wurden. Dabei wurden festgelegte Opferrituale für die höchsten Gottheiten vollzogen und an einem dieser Festtage der Eid auf die Legion und den Kaiser geleistet. Beim Fahnenheiligtum flossen somit Kaiserverehrung, Götterglaube und Heereskult zusammen. Für die Bewachung dieses heiligen Raumes wurden sogar Offiziere eingesetzt, was ihn zum bestbewachten Ort im Legionslager machte. Vielleicht verstaute die Legion auch deshalb hier ihre Kasse.

## Galerie

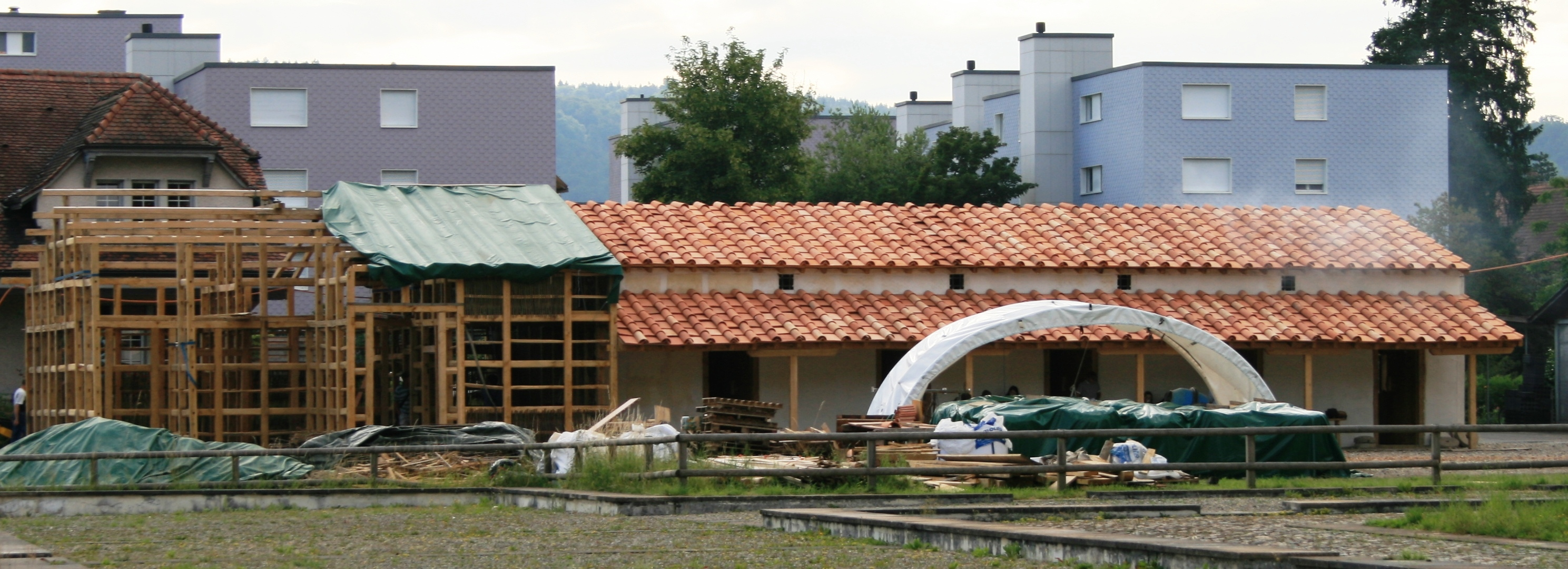
Station I: Contubernia (im Bau)
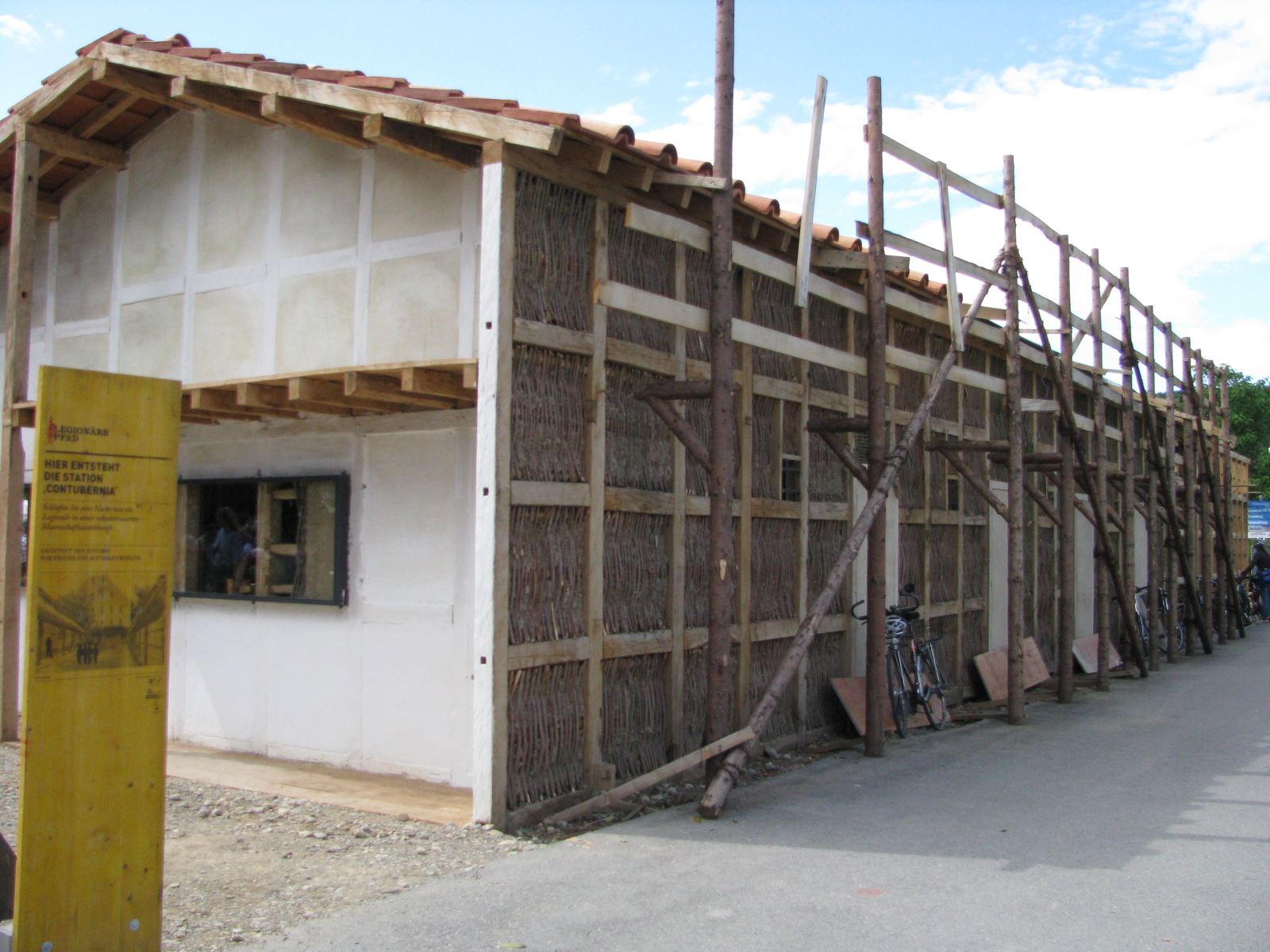
Station I: Contubernia
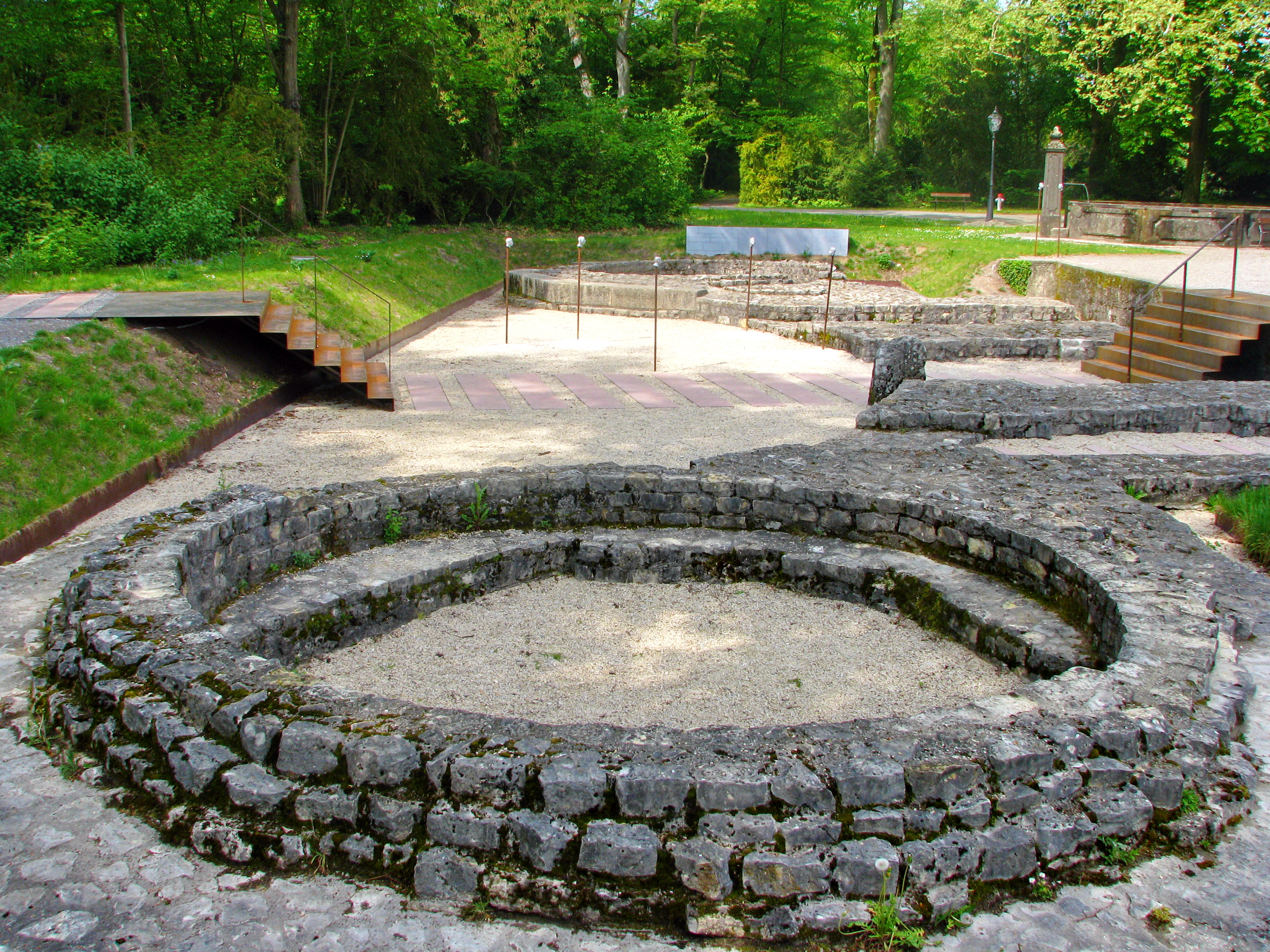
Station II: Westtor
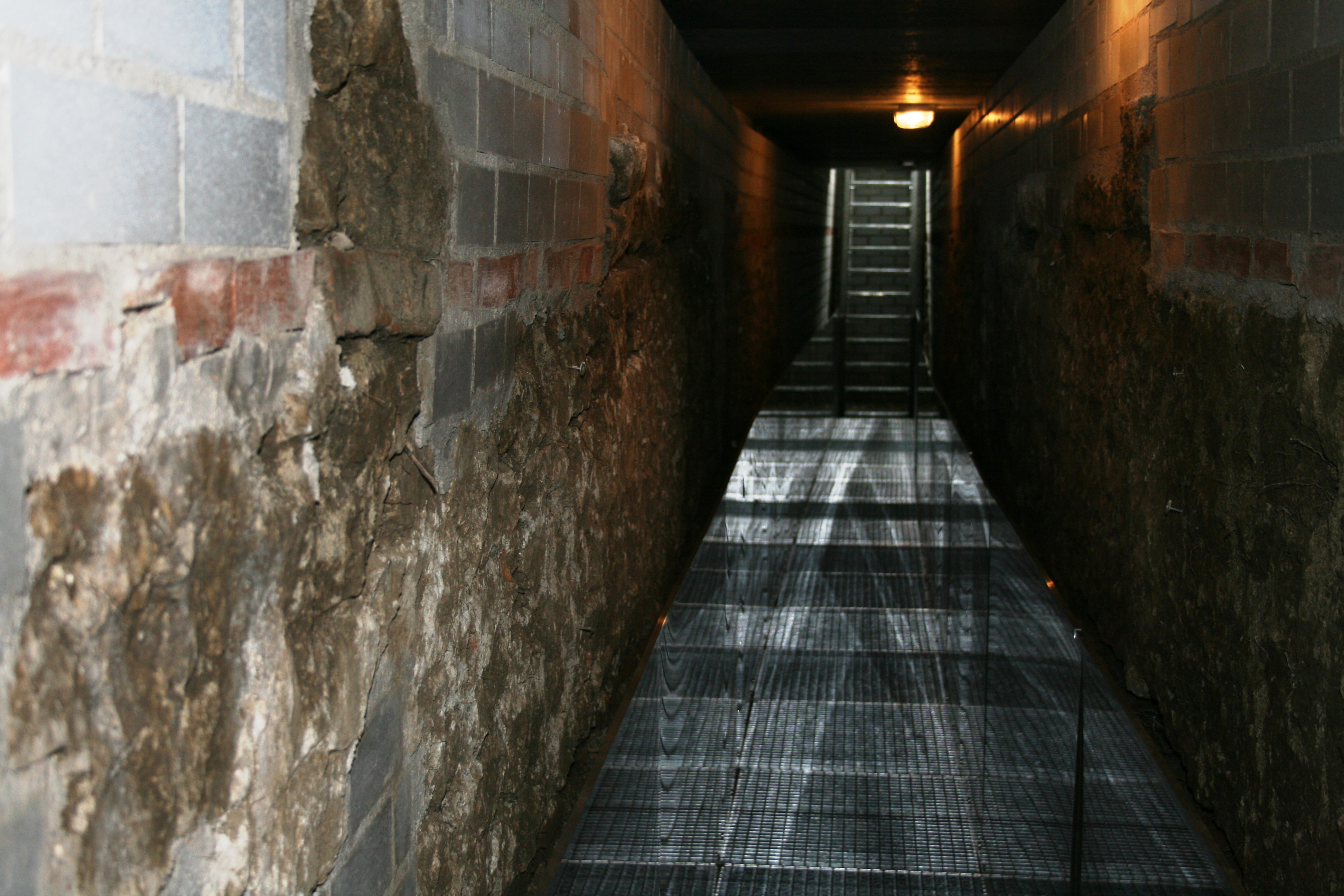
>Station III: Cloaca Maxima
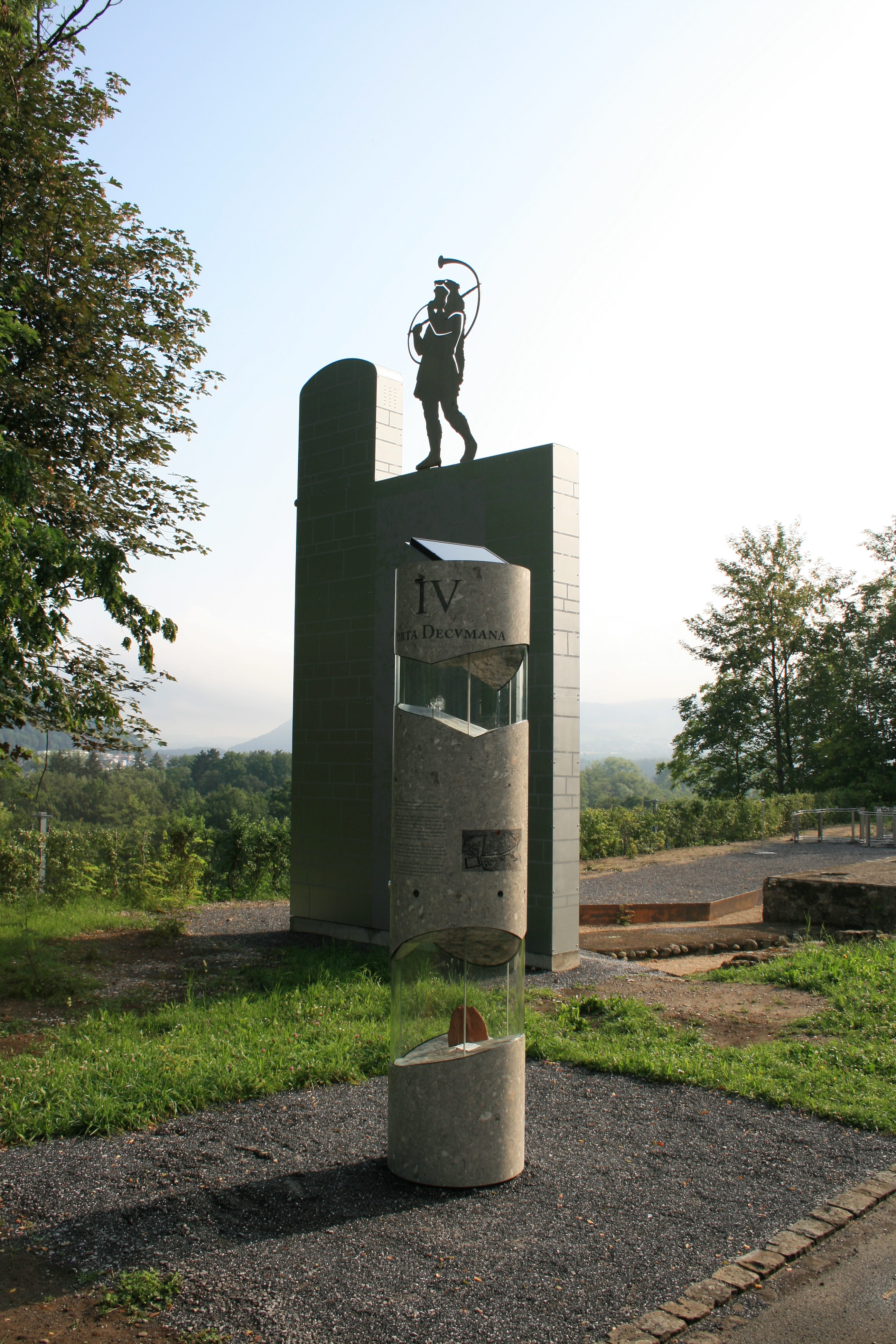
Station IV: Porta Decumana
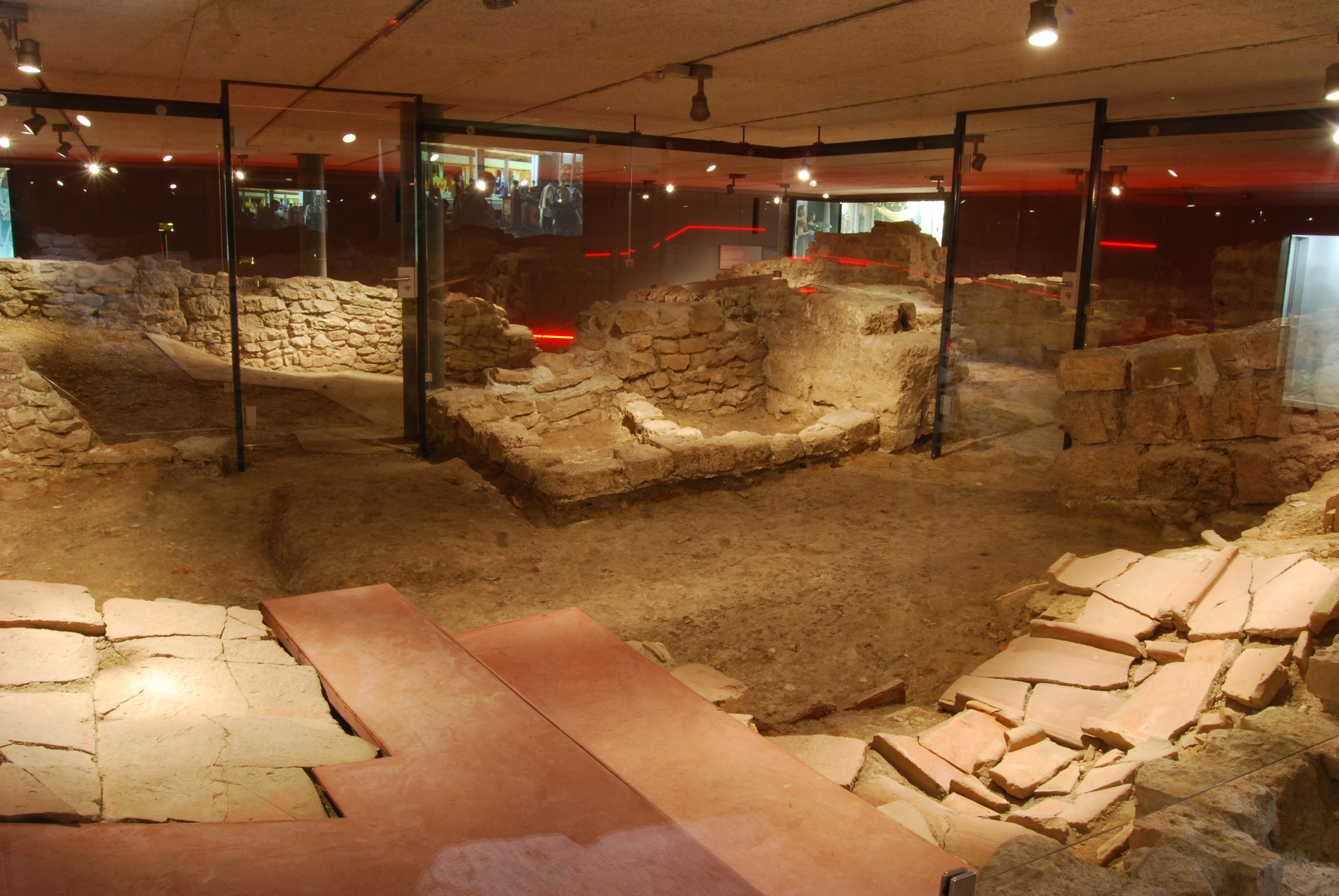
Station VI: Culina Conturionissche Legionärsküche
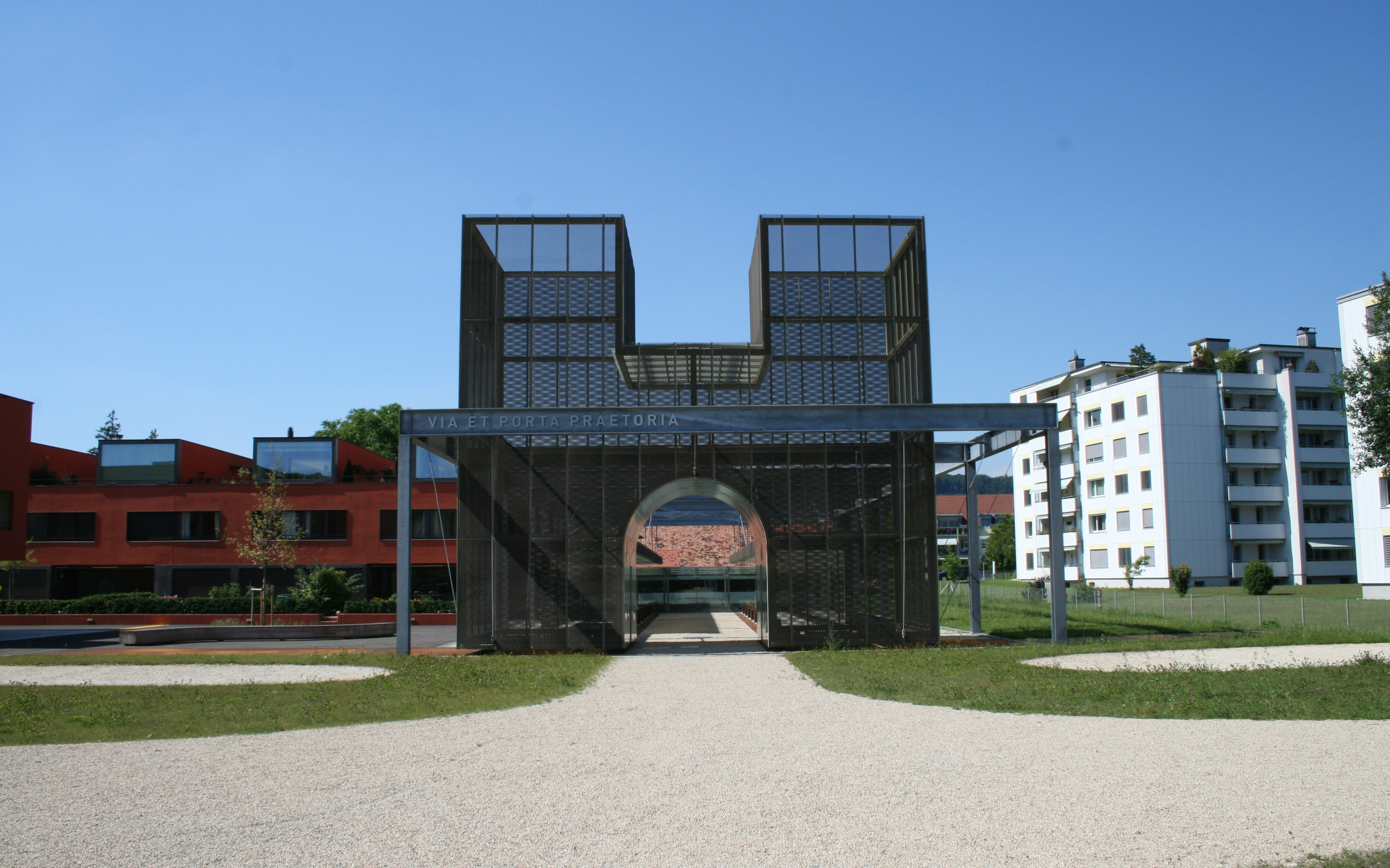
Station VII: Via et Porta Praetoria
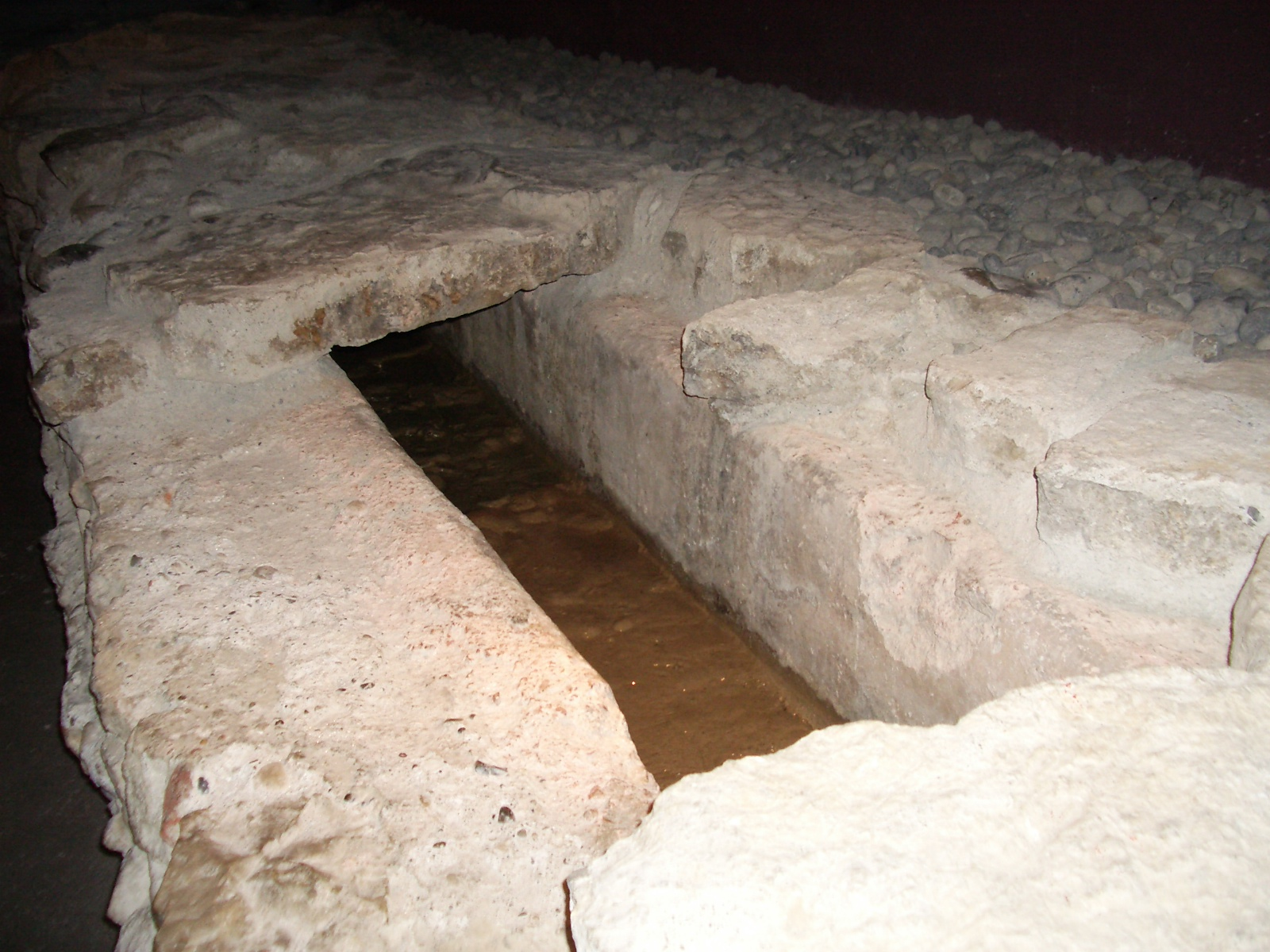
Station VIII: Aquaeductus